# Gallowaypony
Gallowayponyen er en uddød hesterace, der var hjemmehørende i Skotland og i det nordlige England. Den blev omtalt som havende et "godt udseende, en bred, dyb brystkasse og en tendens til at gå frem for at trave." I det 18. århundrede blev Gallowayponyer opdrættet i Swaledale for at trække blymalm.

Racen blev omtalt af Shakespeare som "Galloway nags" i Henry IV, anden del:
"Skub ham ned ad trapper! Kender vi ikke Galloway nager?" Pistol - Henry IV, Part II, af William Shakespeare 
En undersøgelse i 1814 anførte:
I provinsen Galloway var tidligere en hesterace, der var ejendommelig i sig selv, og som blev vurderet højt, idet den var, skønt af beskeden størrelse, yderst hårdfør og aktiv. De var større end ponyerne i Wales og i det nordlige Skotland og steg fra tolv til fjorten hænder i højden. Jorden i Galloway er i sin uforbedrede tilstand åbenbart tilpasset til at opdrætte en sådan hesterace; og i områder af landet med heder af lyng og i de bjergrige egne er der stadig nogle få af den oprindelige race at finde. … Denne ældgamle race er næsten uddød, da landmænd fandt det nødvendigt at avle heste med større vægt og bedre tilpassede træk. Men sådanne, som have en betydelig del af det gamle blod, kendes let ved deres lille hoved og hals og renhed af knogler. De er generelt af en lysebrun eller brun farve, og deres ben er sorte. Navnet Galloway gives nogle gange til heste af en mellemstørrelse mellem ponyen og hesten i fuld størrelse, uanset racen. 
Galloway-ponyen havde stor indflydelse på Newfoundland-ponyen, Highland-ponyen og den engelske Fell-pony. Den uddøde ud ved avl, fordi dens avlede afkom var nyttige dyr.